# Kowalski (musikgrupp)
Kowalski är en tysk avantgarde, industrirockgrupp som bildades i Wuppertal 1980. Debutalbummet Schlagende wetter producerat av Conny Plank utkom på Virgin records 1982.

## Biografi
Vid 1980-talets början fick tysk rockmusik med tyska texter ett internationellt genombrott. De legendariska Einstürzende Neubauten bildades i kölvattnet av Nina Hagens framgångar. Neue deutsche welle var en mix av bl.a. postpunk, electronica industrirock, metal och reggae. Gruppen Kowalski kombinerade sättningen gitarr, bas och trummor med en databas  av ljudeffekter vilket skapade en hård och påträngande ljudbild.
Efter framgångarna med lpn Schlagende wetter (1982) och singeln Der arbeiter (1983) kom Kowalski av sig och föll i glömska. 2018 gjorde bandet comeback med cdn Die Kowalski Protokolle.

## Medlemmar
- Uwe Fellensiek - sång (1980 - )
- Rüdiger Elze - gitarr (1980 - 2018)
- Rüdiger Braune - slagverk (1980 - 1987)
- Hans Bäär Maahn - bas (1980 - )
- Dirk Sengotta - slagverk (2018 - )
- Klaus Lehr - gitarr (2018 - )

## Diskografi
- Schlagende Wetter LP (1982; Virgin)
- Overmann Underground LP (1982; Virgin)
- Massenhass /Der Koerper Bin Ich, 12" (1982; Virgin)
- Der Arbeiter /Indianer /Stahlmaschinen 12" (1983; Virgin)
- Workers /Indianer /Steel Machines 12" (1983; Virgin)
- Zigeunerbaron /Watch Out /Super Dupont 12" (1987; SPV)
- Die Kowalski Protokolle CD (2018;UPA)